# На перевалі
«На перевалі» — радянський художній фільм 1986 року, знятий режисером Серіком Жармухамедовим і Кадиром Джетпісбаєвим на кіностудії «Казахфільм».

## Сюжет
1929 рік. У Казахстані повним ходом розгортається будівництво залізничної магістралі, що з'єднує Середню Азію та Сибір. Ця магістраль ставить під загрозу віковий устрій мешканців степу, де все ще орудують банди басмачів. Герої фільму – головний інженер будівництва Джунгаров і старійшина великого роду, бай Сарибура. Доля обох складається драматично, обидва, кожен по-своєму, зацікавлені у якнайшвидшому завершенні Турксибу.

## У ролях
- Тунгишбай Жаманкулов — Джунгаров
- Асаналі Ашимов — Сарибура
- Євген Жариков — Клімов
- Анвар Боранбаєв — Рискулов
- Нуржуман Іхтимбаєв — Ахан
- Байкенже Бельбаєв — Рамазан
- Данагуль Темірсултанова — Айбібі
- Серік Конакбаєв — Аян
- Олег Бєлов — Дєєв
- Геннадій Нілов — Пахомов
- Кененбай Кожабеков — Карасункар
- Мухтар Бахтигєрєєв — Карібжан
- Олена Драпеко — Валя
- Наталія Гвоздікова — Ксенія
- Т. Примжанов — Омар
- Касим Жакибаєв — Дукембай
- Ігор Добряков — Сміт
- Анатолій Рудаков — Єфімцев
- Лідія Ашрапова — дружина Аманбая
- Камал Кармисов — епізод
- Шахан Мусін — епізод
- Леонтій Полохов — епізод
- Євген Попов — епізод
- М. Бекмуханбетов — епізод
- Алімгази Райнбеков — епізод
- Сергій Волкош — епізод
- Аубакір Ісмаїлов — епізод
- Сайдаль Абилгазін — епізод
- Гульзія Бельбаєва — старша дочка
- Р. Жармухамедова — епізод
- Дімаш Ахімов — епізод
- Айтжан Айдарбеков — епізод
- Турарбек Айтшкіранов — епізод
- Байгалі Єсеналієв — Саламат
- Жан Байжанбаєв — син водовозу

## Знімальна група
- Режисери — Серік Жармухамедов, Кадир Джетпісбаєв
- Сценарист — Болат Габітов-Джансугуров
- Оператор — Асхат Ашрапов
- Композитор — Олександр Луначарський
- Художники — Юрій Вайншток, Рафік Карімов